# Coline de Senarclens
Coline de Senarclens, née en 1985 à Genève, est une spécialiste des questions de genre et chroniqueuse radio suisse. Elle est l'une des fondatrices de la Slutwalk suisse en 2012 et a publié un essai sur le slut-shaming en 2014.

## Biographie

### Origines et famille
Coline de Senarclens naît en 1985 à Genève, dans le quartier des Pâquis.
Elle est la fille du chanteur Sarclo et de Marie-Claire de Senarclens (née Brückner). Elle est élevée seule par sa mère avec sa sœur cadette. Elle a également un demi-frère et une demi-sœur, issus du second mariage de son père.
Elle est mère de deux enfants.

### Études
Après une « scolarité mouvementée », elle fait des études de sociologie à l'Université de Genève à partir de 2006. Elle y obtient un master en 2012. Son travail de bachelor, en histoire économique et sociale, porte sur l'alcoolisme chez les femmes et son mémoire de master sur la « militance des prostituées dans le quartier des Pâquis ».

### Activités féministes
Elle est coorganisatrice de la première « marche des salopes » qui s'est tenue à Genève en 2012 et cofondatrice de l'association Slutwalk suisse.
Elle se décrit comme « féministe, gauchiste, anti-raciste » se rapprochant des thèses du féminisme pro-sexe, se définissant elle-même comme sexe-positive. Elle intervient ainsi dans diverses actions de soutien au travail du sexe, dénonçant la stigmatisation dont sont victimes les personnes vivant de la prostitution.

### Activités littéraires et artistiques
Elle est l'auteure de l'essai Salope! dans lequel elle relate la stigmatisation sexuelle (le « slutshaming ») dont elle a été victime dans ses années scolaires, quand des camarades l'ont surnommée « garage à bites ». Le livre dans une dimension pamphlétaire dénonce ce phénomène de société qui stigmatise les femmes.
Elle est également l'auteure d'un blog, créé en 2013.
Elle cocrée et dirige en 2013 un spectacle « féministe et érotique » intitulé « À poil », joué au Théâtre du Galpon à Genève.
Elle est l'auteure du livre Porno, parlons-en, publié en 2024.

### Activités radiophoniques
Coline de Senarclens est chroniqueuse régulière dans l'émission Les beaux parleurs  et les Dicodeurs sur la chaîne de radio La Première.
Fin 2017, elle anime également deux épisodes d'une heure sur la chaîne de radio Couleur 3 avec Viviane Morey  cofondatrice de la Fête du slip à Lausanne, sur le sujet des sexualités.

### Autres activités
Elle a dirigé l'entreprise vinicole « Château carton », créée en 1999 par son père, devenue plus tard « Bibarium ».
Elle a occupé un poste de chargé de communication pour le Parti socialiste, puis à partir de 2014 un poste au service de l'égalité de l'Université de Genève.
Elle ouvre en été 2018 une buvette éphémère, La Fraîche aux Coloriés, dans le parc Geisendorf à Genève. Elle crée avec deux amis trois ans plus tard, en mai 2021, un bistro associatif dans le quartier Saint-Jean, La Fraîche, « avec l'objectif de proposer une nourriture à prix accessibles, de qualité et locale, tout en promouvant les rencontres au cœur du quartier ». Le bistro fait faillite et ferme ses portes le 29 décembre 2022.

## Ouvrage
- Salope !, Hélice Hélas Éditeur, 2014, 95 pages  (ISBN 978-2-940522-21-7).
- Porno, parlons-en : Comprendre pour dialoguer sereinement avec nos enfants, Lausanne, Favre, 15 mai 2024 (ISBN 978-2-8289-2147-7, présentation en ligne)